# نصرت‌الله مسعودی
نصرت‌الله مسعودی (زادهٔ ۲۵ مرداد ۱۳۳۲) شاعر و بازیگر تئاتر و سینمای اهل خرم‌آباد، لرستان، و فارغ‌التحصیل رشتهٔ دکترای  جامعه‌شناسی سیاسی است.

## زندگی‌نامه
او به مدت ۱۶ سال به عنوان رئیس انجمن نمایش خرم‌آباد فعالیت کرده است و کارگردانی بیش از سی نمایش و بازی در چندین فیلم سینمایی را در کارنامهٔ کاری خود دارد.
او در قصه‌نویسی هم رتبه‌هایی را کسب کرده است که از جملهٔ آن‌ها می‌توان به «قصهٔ مسافر مشکی پوش» اشاره کرد که برندهٔ جشنوارهٔ کانون‌های ایران شده است و فیلم‌نامهٔ ردی بر برف، فیلم‌نامهٔ مشترک او با جزایری، در جشنوارهٔ قصه‌نویسی روستاهای کل کشور رتبه دوم را به خود اختصاص داده است.

## تئاتر
نصرت مسعودی  حدود 27 تاتر را در کارنامه ی هنری خود دارد ایشان استاد تاتر هستند و حق بسیاری بر گردن تاتر استان دارند . از مجموعه نمایش های ایشان می توان به : دیب – خوان هشتم – بچه ی تابستان – رستوران – صدای سیمره (برگزیده دوم نمایشهای روستایی کل کشور) – وقتی گیاه گریه می کند – یک پیراهن و یکگ ویولن-معدنچیان – آی بی کلاه و آی با کلاه  - خواستگاری (اثر چخوف)- مضرات دخانیات (اثر چخوف) –آنجا که ماهی ها سنگ می شوند – خداحافظ اوربانوف  و.... که متاسفانه دقیقن نمی دانم در چند تاتر برگزیده ی کشوری بوده اند
در زمینه ی تئاتر
۱- در پوست ِشیر : کارگردان
۲- معدنچیان : بازیگر، کارگردان
۳- خواستگاری :کارگردان
۴- آنجا که گیاه ها گریه می کنند : نويسنده و کارگردان
۵- صدای سیمره : نويسنده و کارگردان
۶ - بعد از باران : کارگردان
۷- مضرات دخانیات : کارگردان
۸- بعد از یک نمایش: کارگردانی مشترک با مجتبا شعبان
۹- مامور- کارگردان
۱۰-نیروا - کارگردان
۱۱ - دیروز نه امروز : نويسنده و کارگردان
۱۲- آی با کلاه آی بی کلاه : بازیگر
۱۳- آنجا که ماهی ها سنگ می شوند : بازیگر
۱۴خدا حافظ : کارگردان
۱۵- پیچک سوخته : نوشته مشترک با صادق طوسی، و کارگردان
۱۶- خانه روشنی : کارگردان
۱۷- ضبط صوت : نوشته و کارگردان
۱۸- خوان هشتم : کارگردان
۱۹- بچه ی تابستان: کارگردان
۲۰ - دیب : کارگردان
۲۱- رستوران : کارگردان
۲۲ - کوله بار: بازیگر

## فیلم‌شناسی
| سال  | عنوان        | کارگردان        |
| ---- | ------------ | --------------- |
| ۱۳۷۷ | آخرین تک‌سوار | سیدمحمد سیف‌زاده |
| ۱۳۸۳ | تنهایی باد   | وحید موسائیان   |

نصرت بازی در 9 فیلم کوتاه و بلند سینمایی راهم در کارنامه ی خود دارد از جمله : تنهایی درباد – آخرین تک سوار – یادهای ماندگار – یاد ایام – زیر آسمان نمک و ...
در زمینه ی سینما و تلویزیون
۱- یاد ایام : کارگردان: حجت حافظی
۲-نی و نوا : کارگردان : حجت حافظی
۳-تنهایی باد: کارگردان : وحید موسائیان
۴-تکسوار: کارگردان : محمد سیف زاده
۵- دیار به یاد ماندنی کارگردان : محمد سیف زاده
۶- آن اسب: کارگردان : داریوش رفیعی

## داوری جشنواره
در مراسم پایانی سی و دومین جشنواره تئاتر فجر با حضور علی جنتی وزیر فرهنگ و ارشاد اسلامی از ناهید مسلمی، انوشیروان ارجمند، نصرت الله مسعودی و فردوس کاویانی با اهدای تندیس جشنواره تقدیر شد.
داور سی و دومین جشنواره تئاتر لرستان